# Magassági ámor
A Magassági ámor (eredeti cím: Baggage Claim) 2013-ban bemutatott amerikai romantikus filmvígjáték, melyet saját, Baggage Claim című könyve alapján David E. Talbert írt és rendezett.
A főbb szerepekben Paula Patton, Derek Luke, Taye Diggs, Jill Scott, Adam Brody, Djimon Hounsou, Jenifer Lewis és Ned Beatty látható (ez volt Beatty utolsó filmje, mielőtt a színész visszavonult).
2013. szeptember 27-én mutatták be, gyenge kritikai visszajelzések mellett.

## Cselekmény
Montana Moore (Paula Patton) krónikusan egyedülálló, harmincas, Trans-Alliance légiutas-kísérő. Rá akarja venni túlgondoskodó édesanyját (Jenifer Lewis), hogy ne próbálja meg őt házasságra kényszeríteni. Miután Graham (Boris Kodjoe) (az „5C ülés”), az egyetlen potenciális hódolója is elhagyja őt, Motana megtudja, hogy húga, Sheree (Lauren London) eljegyzés előtt áll.
Montana és barátai, Sam (Adam Brody) és Gail Best (Jill Scott) tervet eszelnek ki, hogy segítsenek neki férjet találni Sheree esküvője előtt. A telefonján lévő régi névjegyzékét átkutatva a páros előáll egy „lehetséges kérők” listájával. 30 nap alatt Montana (munkatársai színes csapatának segítségével) körberepüli az országot, remélve, hogy újra kapcsolatba léphet a volt barátokkal. Köztük van Langston Jefferson Battle III (Taye Diggs), egy hímsoviniszta politikus, a felelőtlen előadóművész Damon Diesel (Trey Songz) és Quinton Jamison (Djimon Hounsou), az elkötelezettségtől félő multimilliárdos.
Bár a férjkeresés katasztrofálisnak bizonyul, Montana nem veszi észre, hogy régi legjobb barátja, illetve szomszédja, William Wright (Derek Luke) és közte románc kezd kialakulni. Az esküvő előtti estén Sheree vőlegénye (Terrence Jenkins) elárulja, még nem akar megházasodni: az anyja gyakorolt rá nyomást, hogy azonnal vegye el Sheree-t.
Montana rájön, nincs szüksége férjre ahhoz, hogy teljes életet éljen. Végre szembeszáll az anyjával és Mr. Wright is megkéri a kezét.

## Szereplők
| Szerep             | Színész          | Magyar hang        |
| ------------------ | ---------------- | ------------------ |
| Montana Moore      | Paula Patton     | Pikali Gerda       |
| William Wright     | Derek Luke       | Géczi Zoltán       |
| Langston Jefferson | Taye Diggs       | Sarádi Zsolt       |
| Graham             | Boris Kodjoe     | Kardos Róbert      |
| Damon Diesel       | Trey Songz       | Orosz Ákos         |
| Gail Best          | Jill Scott       | N/A                |
| Sam                | Adam Brody       | Hamvas Dániel      |
| Catherine Moore    | Jenifer Lewis    | Borbás Gabi        |
| Mr. Donaldson      | Ned Beatty       | Faragó András      |
| Quinton Jamison    | Djimon Hounsou   | Galambos Péter     |
| Sheree Moore       | Lauren London    | N/A                |
| Taylor             | Christina Milian | N/A                |
| Janine             | Tia Mowry        | Bogdányi Titanilla |

## Fordítás
- Ez a szócikk részben vagy egészben  a   Baggage Claim (film) című angol Wikipédia-szócikk fordításán alapul.  Az eredeti cikk szerkesztőit annak laptörténete sorolja fel. Ez a jelzés csupán a megfogalmazás eredetét és a szerzői jogokat jelzi, nem szolgál a cikkben szereplő információk forrásmegjelöléseként.